# 천재 도둑과 장인 그리고 여자
《천재 도둑과 장인 그리고 여자》(영어: Why Me?)는 미국에서 제작된 진 퀸타노 감독의 1990년 케이퍼 코미디 영화이다. 크리스토퍼 램버트 등이 출연하였고, 마르조리 이스라엘 등이 제작에 참여하였다. 도널드 E. 웨스트레이크의 존 도트먼더(John Dortmunder) 시리즈 제5권에 해당하는 동명 소설이 원작이다.
1990년 4월 20일 미국에서 개봉되었다.

## 출연진
- 크리스토퍼 램버트
- 킴 그라이스트
- 크리스토퍼 로이드
- J. T. 월시
- 그레고리 밀러
- 웬들 멜드럼
- 마이클 J. 폴러드
- 존 행콕
- 토니 플라나